# Оґун
Оґун (кінець XII ст.) — 3-й ооні (володар) держави Іле-Іфе.

## Життєпис
Син або брат ооні Осанганган Обамакіна. Ще за часів оомі Одудуа здійснював численні загарбницькі походи, які відбилися в міфах. Разом з Одудуа мав одну наложницю Лаканге Анігунка, від якої народився Ораньян. Напене за часів Оґуна або після його смерті прискорився процес утворення самостійних держав від Іфе. Втім тривалий час ооні мали сакральну зверхність над усіма сусідніми державами йоруба.
Йому спадкував син або небіж Одалуфон I.